# بروك وليامز (ممثل)
بروك وليامز (بالإنجليزية: Brook Williams)‏ هو ممثل بريطاني، ولد في 22 يناير 1938 في المملكة المتحدة، وتوفي في 29 أبريل 2005.

## وصلات خارجية
- بروك وليامز على موقع IMDb (الإنجليزية)
- بروك وليامز على موقع قاعدة بيانات الفيلم (الإنجليزية)